# Martti J. Mustakallio
Martti Joeli Mustakallio, född 13 juli 1891 i Björneborg, död 16 december 1968 på Teneriffa, var en finländsk läkare. Han var son till Jooseppi Mustakallio och far till Kimmo Mustakallio. 
Mustakallio blev student 1909, filosofie kandidat 1912, filosofie magister 1914, medicine kandidat 1917, medicine licentiat 1925 samt medicine och kirurgie doktor 1944. Han var privatpraktiserande läkare i Helsingfors från 1926 och tjänstgjorde samtidigt vid anatomiska inrättningen vid Helsingfors universitet, där han var biträdande professor 1948–1958. Han hade omfattande kulturella intressen; deltog bland annat i stiftandet av Självständighetsförbundet (ordförande 1934–1941) och av Lapin sivistysseura samt var Duodecims bibliotekarie från 1923. Han var överläkare vid badanstalten i Villmanstrand från 1932 och rektor för stadens sommaruniversitet från 1956. Han deltog aktivt i aktioner för att grunda universitet i östra Finland